# Konary (Przeworno)

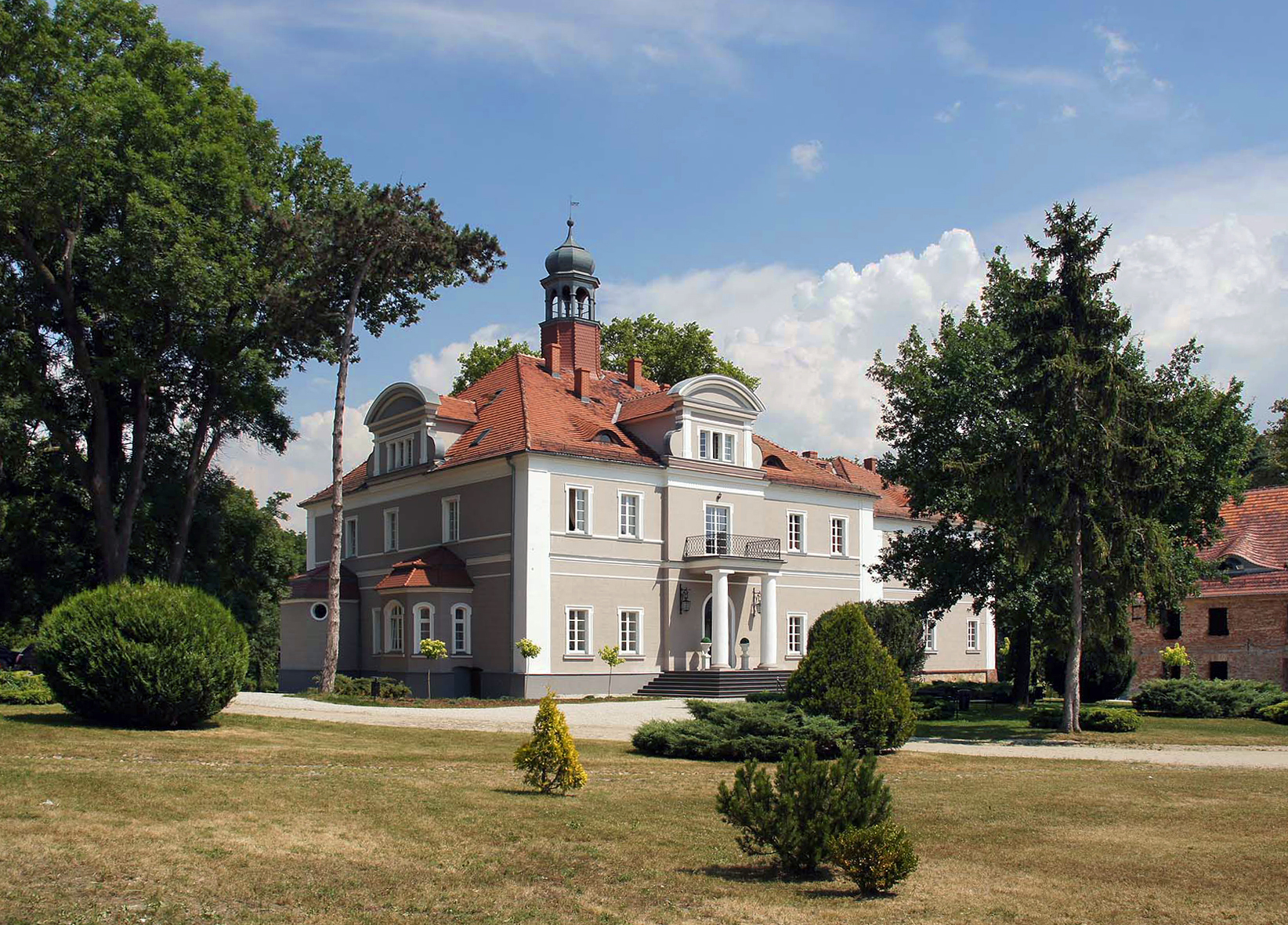
Schloss Kunern

Konary [kɔ'narɨ] (deutsch Kunern) ist ein Dorf im Powiat Strzeliński (Kreis Strehlen) in der Woiwodschaft Niederschlesien in Polen, das zur Gemeinde Przeworno (Prieborn) gehört.

## Geographie
Konary liegt etwa 9 km nordöstlich von Ziębice (Münsterberg).

## Geschichte
Konary gehörte als Kunern zum Herzogtum Münsterberg in Schlesien, das 1336 unter König Johann von Luxemburg unter böhmische Lehenshoheit gelangte, die im selben Jahr von Bolko II. von Münsterberg im Vertrag von Straubing anerkannt wurde. Bereits ein Jahr vorher hatte der polnische König im Vertrag von Trentschin auf Schlesien verzichtet. Der Ort war alter Stammsitz der Familie von Sebottendorf (1374 dort erstmals erwähnt), 1548 wurde der Besitz zu zwei Anteilen neu geordnet.
1. Anteil kam 1656 an den Kaiserlichen Kapitänleutnant Flaschke, 1683 an die Familie Seidlitz, 1696 an die von Landskron und 1709 schließlich wieder an die Familie von Sebottendorf.
2. Anteil blieb bis 1654 bei den Sebottendorfs, um über die Rapazky von Rapaz, Schimonsky, Nimptsch, Hoberg und Kottulinsky 1712 ebenfalls wieder an die Familie Sebottendorf zu kommen.

Der Fürstbischöfliche Regierungsrat Abraham Friedrich von Sebottendorf verkaufte ganz Kuhnern 1721 an Johann Ernst von Lohenstein, welcher es schließlich 1737 an seinen Schwiegersohn Palle Max von Gaffron und Oberstradam (* 12. August 1714 in Schleswig) veräußerte. Dessen Nachfahre Hermann (1797–1870) wurde 1840 in den preußischen Freiherrenstand mit dem Prädikat Gaffron-Kunern erhoben. Indem dessen Sohn Theodor von Gaffron-Kunern Kunern 1882 an das Haus Sachsen–Weimar verkaufte, verloren die Nachfahren den Freiherrentitel. Kunern blieb dann bis 1945 im Besitz bürgerlicher Familien. Das letzte Herrenhaus in Konary (Kunern) wurde im 18. Jahrhundert durch die Familien Gaffron und Lohenstein umgebaut. Es brannte am 13. Dezember 1921 nieder und wurde bald danach wieder aufgebaut. Es verfiel zunächst nach 1945, wurde dann aber umfassend renoviert und steht bereits seit 1979 unter Denkmalschutz.
Nach dem ersten schlesischen Krieg fiel Kunern mit dem größten Teil Schlesiens an Preußen. Die alten Verwaltungsstrukturen wurden aufgelöst und Kunern in den Kreis Münsterberg eingegliedert, mit dem es bis zu seiner Auflösung 1932 verbunden blieb. Die Gemeinde kam am 1. Oktober 1932 an den Landkreis Strehlen. Bis 1945 gehörte Kunern zum Regierungsbezirk Breslau der preußischen Provinz Schlesien des Deutschen Reichs. Als Folge des Zweiten Weltkriegs fiel Kunern mit dem größten Teil Schlesiens 1945 an Polen. Nachfolgend wurde es durch die polnische Administration in Konary umbenannt. Die deutschen Einwohner wurden, soweit sie nicht schon vorher geflohen waren, vertrieben. Die neu angesiedelten Bewohner stammten teilweise aus Ostpolen, das an die Sowjetunion gefallen war. Als Teil des Powiat Strzeliński gehörte Konary zunächst zur Woiwodschaft Breslau, von 1975 bis 1998 zur Woiwodschaft Wałbrzych und seit 1999 zur Woiwodschaft Niederschlesien.

## Einwohner
| Jahr | Einwohner                 |
| ---- | ------------------------- |
| 1785 | 208                       |
| 1840 | 312 (davon 32 katholisch) |
| 1901 | 258                       |
| 1913 | 209                       |
| 1941 | 385                       |

## Kirche
Kunern gehörte zur evangelischen Kirche in Schreibendorf. Die wenigen katholischen Einwohner gehörten zur Kirche in Berzdorf.

## Rittergut Merzdorf
Merzdorf (auch Märzdorf) gehörte zum Kreis Münsterberg, kam 1874 an den Amtsbezirk Münchhof und mit diesem zusammen am 1. Oktober 1932 zum Kreis Strehlen. Anschließend wurde es mit der Gemeinde Haltauf verbunden und schließlich am 1. April 1937 mit Kunern vereinigt. Das Rittergut Merzdorf soll erstmals 1234 erwähnt worden sein. 1479 wurde als Besitzer die Familie von Walditz bestätigt. Nach 1505 kamen Teile davon an die Sebottendorf, Kreckwitz und Keul, bis es 1587 wieder vollständig an die Familie von Dresky kam. 1616 an die Nimptsch, 1630 an die Krocker, 1721 an die Löwenstein, danach an die Sebottendorf. 1749 kaufte es Sophie Teresia von Bock, geborene von Ohl und Adlerskron, die es 1754 an Barbara Sophie von Taubadel verkaufte. Dann kam es an deren Ehemann Carl Sylvius von Goldfluß und 1800 an die Familie von Gaffron und Oberstradam. Die es zunächst 1820 an Friedrich von Minckwitz verkaufte, 1832 erneut erwarb, 1834 an Albert Heller veräußerte, um es 1841 wieder zu kaufen. 1882 ging der Besitz schließlich an das Haus Sachsen–Weimar und bis zum Zweiten Weltkrieg gehörte es bürgerlichen Familien.

## Persönlichkeiten
- Bernhard Stull (1865–1918), römisch-katholischer Geistlicher und Politiker